# Луций Венулей Апрониан Октавий Приск (консул 168 года)
Луций Венулей Апрониан Октавий Приск (лат. Lucius Venuleius Apronianus Octavius Priscus) — римский политический второй половины II века.
Фамилия Приска вела своё происхождение из Пизы. Его отцом был консул 123 года Луций Венулей Апрониан Октавий Приск.
Карьеру Апрониан начал монетным триумвиром, затем он был префектом (ответственным за проведение) Латинского праздника и, наконец, квестором. После исполнения обязанностей претора примерно в 142 году Апрониан было около 143/144 года легатом I Италийского легиона, который дислоцировался в римской провинции Нижняя Мёзия. Вероятно, около 144 года он находился на посту консула-суффекта. Между 145 и 161 годом, возможно, в последние годы правления Антонина Пия, Апрониан был наместником Тарраконской Испании. В 168 году он занимал должность ординарного консула вместе с Луцием Сергием Павлом. Апрониан был также авгуром.